# Eurycryptus
Eurycryptus is een geslacht van insecten uit de orde vliesvleugeligen (Hymenoptera) en de familie Ichneumonidae.

## Soorten
- E. decoratus (Smith, 1862)
- E. flavidus Gupta & Gupta, 1983
- E. fondamentalis (Seyrig, 1952)
- E. laticeps Cameron, 1901
- E. sakaguchii (Uchida, 1932)
- E. spilocephalus (Cameron, 1911)
- E. unicolor (Uchida, 1932)